# Generalstreik in Indien 2020
Der Generalstreik in Indien 2020 war ein am 26. November in ganz Indien stattfindender Generalstreik. Der Streik wurde von 10 Gewerkschaften im ganzen Land organisiert und wurde vom Indischen Nationalkongress, der Communist Party of India (Marxist) und anderen linken Parteien unterstützt und hatte nach Angaben der Gewerkschaften 250 Millionen (25 Crore) Teilnehmer, wobei jedoch Zweifel an den Zahlen bestehen. Auf den Streik folgte ein Marsch nach Neu-Delhi, bei der am 30. November Zehntausende von Bauern die Hauptstadt umringten und bis zum 2. Dezember hunderttausende Bauern teilnahmen.

## Forderungen der Streikenden
Die Gewerkschaften stellten sieben Forderungen auf:
1. Direkter Bargeldtransfer von 7.500 Rupien an alle Familien, welche weniger als die Einkommensteuergrenze verdienen
2. Verteilung von 10 kg Getreide pro Monat an alle bedürftigen Personen
3. Erweiterung des Mahatma Gandhi National Rural Employment Guarantee Act von 2005, um in ländlichen Gebieten 200 Tage (bisher 100 Tage) Arbeit zu garantieren, die Löhne für diese Arbeit zu erhöhen und eine Erweiterung dieses Programmes auf städtische Gebiete
4. Aufhebung aller arbeitnehmerfeindlichen Änderungen des Arbeitsgesetzes und aller bauernfeindlichen Gesetze
5. Stopp der Privatisierung von Unternehmen des öffentlichen Sektors, einschließlich der Unternehmen des Finanzsektors. Stopp der Korporatisierung staatlich geführter Produktions- und Dienstleistungsunternehmen im Eisenbahn-, Verordnungsherstellungs-, Hafen- und ähnlichen Bereichen
6. Aufhebung der erzwungenen vorzeitigen Pensionierung von Angestellten der Regierung und des öffentlichen Sektors
7. Eine Rente für alle, Wiederherstellung des früheren Rentensystems und Verbesserung der EPS 95

## Organisatoren
Die organisierenden Gewerkschaften sind die Indian National Trade Union Congress (INTUC), All India Trade Union Congress (AITUC), Hind Mazdoor Sabha (HMS), Centre of Indian Trade Unions (CITU), All India United Trade Union Centre (AIUTUC), Trade Union Coordination Centre (TUCC), Self-Employed Women’s Association (SEWA), All India Central Council of Trade Unions (AICCTU), Labour Progressive Federation (LPF) und die United Trade Union Congress (UTUC).
Mehrere andere Organisationen waren an dem Streik beteiligt. Die All India Bank Employees’ Association (AIBEA) gab an, dass sich fast 30.000 Bankangestellte an dem Streik beteiligen. Die Independent Sectoral Federations and Associations (ISFA) riefen die Beschäftigten aller Industriezweige zu einem Streik auf und riefen Planungsarbeiter, Bauarbeiter, Beedi-Hersteller, Hausangestellte, Landarbeiter, Verkäufer, Hausierer und Selbständige in ländlichen und städtischen Gebieten Indiens dazu auf, zum Chakka Jam auf die Straße zu kommen, einer Demonstration, die den Verkehr blockieren sollte. Einer Erklärung der CPIM zufolge gab es eine „massive Beteiligung“ von Personen, die keine Streikankündigung erhielten, wie z. B. Beschäftigte des informellen Sektors, Studenten, Frauen und Bauern. Etwa ein Viertel aller Menschen im erwerbsfähigen Alter in Indien nahm an dem Generalstreik teil.
Das Datum des Generalstreiks fiel mit dem Streik des All India Kisan Sangharsh Co-ordination Committee (AIKSCC) zusammen, das die Aufhebung der neu erlassenen Landwirtschaftsgesetze forderte. Die Arbeitergewerkschaften und die AIKSCC erklärten in den Tagen vor dem Generalstreik und der „Chalo Delhi“-Mobilisierung (Geht nach Delhi) der AIKSCC ihre Solidarität miteinander.

## Streik und Marsch nach Neu-Delhi
Der anfängliche, 24-stündige Generalstreik fand in ganz Indien statt. Fünf Bundesstaaten – Kerala, Puducherry, Odisha, Assam und Telangana – waren vollständig stillgelegt. Jharkhand und Chhattisgarh meldeten einen hundertprozentigen Streik. In Tamil Nadu waren 13 von 38 Distrikten stillgelegt, während in den übrigen Distrikten der Streik in der Industrie fortgesetzt wurde. In Punjab und Haryana verließen die staatlichen Transportbusse ihre Depots nicht. Während des Streiks kam es zu Arbeitsunterbrechungen in den Bereichen Bankwesen, Finanzdienstleistungen, verschiedene Regierungsdienste, Transportwesen, Stahlwerke, Häfen und Docks, Telekommunikationsdienste, Plantagen, Stromerzeugungsanlagen, Kohle- und andere Bergwerke, Erdöl- und Erdgasförderanlagen sowie in Millionen anderer Industriezweige.
Auf den Streik folgte ein Marsch der indischen Bauern zur Hauptstadt Neu-Delhi. Während am 30. November Zehntausende von Bauern Neu-Delhi umzingelten, wuchs die Zahl auf Hunderttausende am 2. Dezember an.

## Rolle der sozialen Medien
Ein „Foto eines paramilitärischen Polizisten, der seinen Schlagstock nach einem älteren Sikh schwing“, das von Ravi Choudhury von Press Trust of India (PTI) aufgenommen wurde, ging in den sozialen Medien viral. Oppositionspolitiker nutzten das Bild, um Polizeigewalt zu kritisieren. Während Mitglieder der Regierungspartei BJP behaupteten, der Mann sei nicht getroffen worden, sagte Choudhury, der Mann sei von dem Polizisten geschlagen worden. Eine Faktencheck-Website, Boomlive, interviewte Sukhdev Singh, den auf dem Bild aufgenommenen Mann. Er erzählte, er sei von zwei Polizisten geschlagen und an seinem „Unterarm, Rücken und Wadenmuskel“ verletzt worden.